# Белозубка Макмиллана
Белозубка Макмиллана (Crocidura macmillani) — вид млекопитающих рода Белозубки семейства Землеройковые. Эндемик западной Эфиопии. Обнаружены только в трёх местах (Koteke, Middle Godjeb Valley, Sheko Forest) в горных тропических лесах и в саваннах с деревьями родов Terminalia и Combretum и высокой травой. До последнего времени были известны только по голотипу, найденному в Kotelee (Walamo). В 2002 году были найдены в Middle Godjeb Valley (Western Plateau). Высоты обитания: 1 220—1 930 м. Включены в «Международную Красную книгу» (англ. IUCN Red List of Threatened Animals) МСОП.